# حرف مد
المَدُّ  لغةً هو: "الزيادة"، واصطلاحًا هو: إطالة الصوت بحرف المد أو اللين عند وجود سبب.  وعكسه القَصرُ وهو لغةً: الحبس. واصطلاحًا هو: عدم إطالة الصوت بحرف المد. وينقسم المد إلى قسمين: مد أصلي، ومد فرعي. وحروف المد ثلاثة: ألف ساكنة مفتوح ما قبلها، وياء ساكنة مكسور ما قبلها، وواو ساكنة مضموم ما قبلها.